# Championnat d'Europe féminin de football des moins de 17 ans 2025
Cet article traite de l'épreuve féminine. Pour la compétition masculine, voir Championnat d'Europe de football des moins de 17 ans 2025.
Navigation
Euro 2024 Euro 2026
Le Championnat d'Europe féminin de football des moins de 17 ans 2025 est la seizième édition du Championnat d'Europe féminin de football des moins de 17 ans organisé chaque année par l'UEFA.
Les Îles Féroé accueillent le tournoi final auquel participent huit équipes.
Ce tournoi sert aussi de compétition qualificative pour la Coupe du monde féminine de football des moins de 17 ans 2025 au Maroc : les quatre demi-finalistes sont qualifiés ainsi que le vainqueur du match pour la 5e place.

## Qualifications
Le Comité exécutif de l'UEFA a approuvé le 18 juin 2020 le nouveau format de qualification pour le Championnat d'Europe féminin de football des moins de 17 ans, ainsi que celui des moins de 19 ans à partir de 2022. La phase de qualification se joue en deux tours, avec les équipes réparties en deux ligues. Ces ligues comprennent un système de montée et descente entre elles après chaque tour, similaire à la Ligue des Nations de l'UEFA.
50 nations de l'UEFA (sur un total de 55) ont participé aux qualifications. Bien que qualifiées d'office pour le tournoi final en tant que pays hôte, Les Îles Féroé ont aussi participé à cette phase qualificative. Outre les Îles Féroé, sept équipes se sont ainsi qualifiées, à l'issue du deuxième tour, pour la phase finale.

### Équipes qualifiées
Les équipes suivantes se sont qualifiées pour le tournoi final.
| Équipe     | Qualification          | Participation | Dernière apparition     | Meilleure performance précédente         |
| ---------- | ---------------------- | ------------- | ----------------------- | ---------------------------------------- |
| Iles Féroé | d'office (pays hôte)   | 1re           |                         |                                          |
| Espagne    | Vainqueur du Groupe A1 | 14e           | 2024 (Vainqueur)        | Vainqueur (2010, 2011, 2015, 2018, 2024) |
| France     | Vainqueur du Groupe A2 | 11e           | 2024 (Quatrième place)  | Vainqueur (2023)                         |
| Italie     | Vainqueur du Groupe A3 | 4e            | 2018 (Phase de groupes) | Troisième place (2014)                   |
| Pologne    | Vainqueur du Groupe A4 | 5e            | 2024 (Phase de groupes) | Vainqueur (2013)                         |
| Pays-Bas   | Vainqueur du Groupe A5 | 6e            | 2022 (Quatrième place)  | Finaliste (2019)                         |
| Norvège    | Vainqueur du Groupe A6 | 7e            | 2024 (Phase de groupes) | Demi-finaliste (2009, 2016, 2017)        |
| Autriche   | Vainqueur du Groupe A7 | 3e            | 2019 (Phase de groupes) | Phase de groupes (2014, 2019)            |

## Phase finale
Le tirage au sort de la phase finale a eu lieu le 26 mars 2025 à 12h à la salle philharmonique de Varpið, Klaksvík. Les huit équipes sont réparties en deux poules de quatre.
Les deux premiers de chaque poule se qualifient pour les demi-finales et se qualifient de même pour la Coupe du monde féminine de football des moins de 17 ans 2025. Les deux troisièmes de poule disputent le match pour la cinquième place (dit aussi de « barrage ») qui est qualificatif pour la Coupe du monde.
Toutes les heures sont exprimées en heure locale ( UTC+1 ).

### Premier tour

#### Groupe A
| Class. | Equipe     | Pts | J | G | N | P | Bp | Bc | Dif |
| ------ | ---------- | --- | - | - | - | - | -- | -- | --- |
| 1      | Pays-Bas   | 9   | 3 | 3 | 0 | 0 | 15 | 1  | +14 |
| 2      | Norvège    | 4   | 3 | 1 | 1 | 1 | 10 | 2  | +8  |
| 3      | Autriche   | 4   | 3 | 1 | 1 | 1 | 10 | 4  | +6  |
| 4      | Iles Féroé | 0   | 3 | 0 | 0 | 3 | 0  | 28 | -28 |

J1
| 4 mai 2025 | Autriche | 1 - 4   | Pays Bas | Við Djúpumýrar, Klaksvik |                          |
| 16:00      |          | (1 - 3) |          | Arbitrage : Kirsty Dowle | Arbitrage : Kirsty Dowle |

| 4 mai 2025 | Iles Féroé | 0 - 10  | Norvège | Tórsvøllur, Tórshavn       |                            |
| 19:00      |            | (0 - 8) |         | Arbitrage : Vanja Jankovic | Arbitrage : Vanja Jankovic |

J2
| 7 mai 2025 | Iles Féroé | 0 - 9  | Autriche | Við Djúpumýrar, Klaksvik       |                                |
| 16:00      |            | (0- 5) |          | Arbitrage : Nanna Løf Andersen | Arbitrage : Nanna Løf Andersen |

| 7 mai 2025 | Pays Bas | 2 - 0   | Norvège | Tórsvøllur, Tórshavn       |                            |
| 19:00      |          | (0 - 0) |         | Arbitrage : Laura Mauricio | Arbitrage : Laura Mauricio |

J3
| 10 mai 2025 | Pays Bas | 9 - 0   | Iles Féroé | Tórsvøllur, Tórshavn     |                          |
| 16:00       |          | (4 - 0) |            | Arbitrage : Jelena Kumer | Arbitrage : Jelena Kumer |

| 10 mai 2025 | Norvège | 0 - 0   | Autriche | Við Djúpumýrar, Klaksvik   |                            |
| 16:00       |         | (0 - 0) |          | Arbitrage : Vanja Jankovic | Arbitrage : Vanja Jankovic |

#### Groupe B
| Class. | Equipe  | Pts | J | G | N | P | Bp | Bc | Dif |
| ------ | ------- | --- | - | - | - | - | -- | -- | --- |
| 1      | Italie  | 7   | 3 | 2 | 1 | 0 | 7  | 5  | +2  |
| 2      | France  | 5   | 3 | 1 | 2 | 0 | 5  | 3  | +2  |
| 3      | Espagne | 4   | 3 | 1 | 1 | 1 | 5  | 4  | +1  |
| 4      | Pologne | 0   | 3 | 0 | 0 | 3 | 5  | 10 | -5  |

J1
| 5 mai 2025 | Espagne | 1 - 1   | France | Við Djúpumýrar, Klaksvik        |                                 |
| 16:00      |         | (1 - 1) |        | Arbitrage : Franziska Wildfeuer | Arbitrage : Franziska Wildfeuer |

| 5 mai 2025 | Pologne | 3 - 4   | Italie | Tórsvøllur, Tórshavn       |                            |
| 19:00      |         | (0 - 3) |        | Arbitrage : Jana Van Laere | Arbitrage : Jana Van Laere |

J2
| 8 mai 2025 | Italie | 1 - 1   | France | Tórsvøllur, Tórshavn     |                          |
| 16:00      |        | (1 - 1) |        | Arbitrage : Jelena Kumer | Arbitrage : Jelena Kumer |

| 8 mai 2025 | Espagne | 3 - 1   | Pologne | Við Djúpumýrar, Klaksvik       |                                |
| 19:00      |         | (1 - 0) |         | Arbitrage : Milica Milovanović | Arbitrage : Milica Milovanović |

J3
| 11 mai 2025 | Italie | 2 - 1   | Espagne | Tórsvøllur, Tórshavn       |                            |
| 16:00       |        | (1 - 0) |         | Arbitrage : Jana Van Laere | Arbitrage : Jana Van Laere |

| 11 mai 2025 | France | 3 - 1   | Pologne | Við Djúpumýrar, Klaksvik       |                                |
| 16:00       |        | (2 - 0) |         | Arbitrage : Nanna Løf Andersen | Arbitrage : Nanna Løf Andersen |

### Match pour la5eplace - qualificatif pour le mondial des moins de 17 ans
| 14 mai 2025 | Autriche | 1 - 6   | Espagne | Tórsvøllur, Tórshavn       |                            |
| 13:00       |          | (1 - 2) |         | Arbitrage : Laura Mauricio | Arbitrage : Laura Mauricio |

### Demi-finales
| 14 mai 2025 | Pays Bas          | 1 - 1   | France | Við Djúpumýrar, Klaksvik        |                                 |
| 16:00       |                   | (1 - 0) |        | Arbitrage : Franziska Wildfeuer | Arbitrage : Franziska Wildfeuer |
| 16:00       | Tirs au but 4 - 3 |         |        | Arbitrage : Franziska Wildfeuer | Arbitrage : Franziska Wildfeuer |

| 14 mai 2025 | Italie | 1 - 3   | Norvège | Tórsvøllur, Tórshavn           |                                |
| 19:00       |        | (0 - 2) |         | Arbitrage : Milica Milovanović | Arbitrage : Milica Milovanović |

### Finale
| 17 mai 2025 | Pays Bas | 2 - 1 | Norvège | Tórsvøllur, Tórshavn |
| 19:00       |          |       |         |                      |

## Qualifiés pour la Coupe du monde féminine des moins de 17 ans - Maroc 2025
Qualifiés pour la Coupe du monde féminine des moins de 17 ans - Maroc 2025 :
- Pays-Bas (1)
- Norvège (2)
- Italie (3)
- France (4)
- Espagne (5)